# Cleora betularia
Cleora betularia là một loài bướm đêm trong họ Geometridae.